# Маґнушев-Малий
Маґнушев-Малий (пол. Magnuszew Mały) — село в Польщі, у гміні Шелькув Маковського повіту Мазовецького воєводства.
Населення — 220 осіб (2011).
У 1975-1998 роках село належало до Остроленцького воєводства.

## Демографія
Демографічна структура станом на 31 березня 2011 року:
|          | Загалом | Допрацездатний вік | Працездатний вік | Постпрацездатний вік |
| -------- | ------- | ------------------ | ---------------- | -------------------- |
| Чоловіки | 111     | 21                 | 80               | 10                   |
| Жінки    | 109     | 23                 | 57               | 29                   |
| Разом    | 220     | 44                 | 137              | 39                   |